# Acacia obliquinervia
Acacia obliquinervia é uma espécie de leguminosa do gênero Acacia, pertencente à família Fabaceae.